# メクレンブルク湾

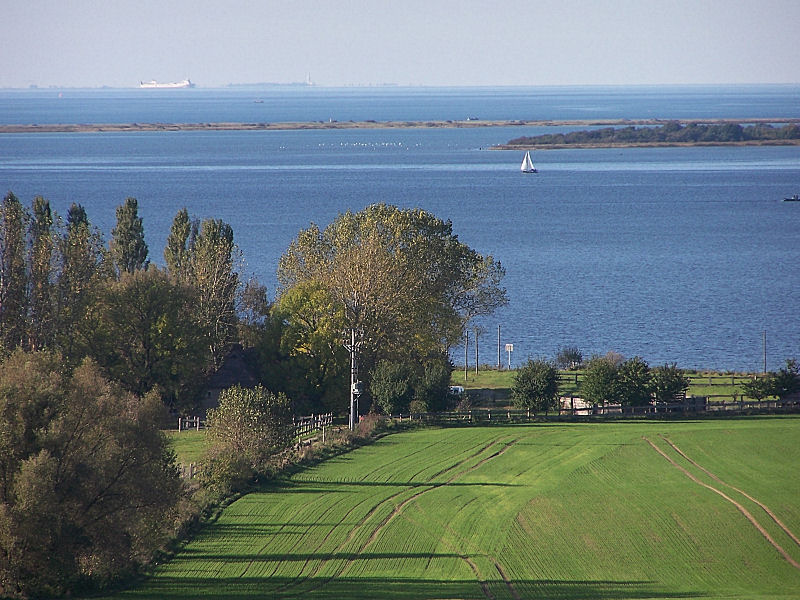
メクレンブルク湾

メクレンブルク湾（独：Mecklenburger Bucht）はバルト海南西部の湾。北東方向に開けた湾であり、ドイツ・メクレンブルク＝フォアポンメルン州やフェーマルン島、デンマークのロラン島などに囲まれている。湾奥はリューベック湾およびヴィスマール湾となっている。西へはフェーマルン・ベルト海峡およびフェーマルン・スンド海峡を通じて、キール湾と接続されている。
主要な沿岸都市はロストク、ヴィスマール、リューベックなど。